# The 2nd Law
The 2nd Law ist das sechste Studioalbum der britischen Alternative-Rock-Band Muse, das im September 2012 erschien.

## Entstehung und Veröffentlichung
Muse begann Ende September 2011 in London mit den Aufnahmen für ihr sechstes Studioalbum. Am 18. Oktober 2011 kündigte der Manager der Band, Anthony Addis, an, dass dieses voraussichtlich im Oktober 2012 erscheinen wird.
Am 14. Dezember 2011 sagte Bassist Wolstenholme in einem Interview gegenüber Kerrang!, dass das nächste Album etwas radikal anderes als die vorhergehenden Veröffentlichungen werde. Außerdem meinte er, dass es sich anfühle, als ziehe die Band mit ihrem sechsten Album einen Strich unter eine gewisse Ära ihrer Karriere. In einem anderen Interview sagte Wolstenholme, dass die Band viel mit der Musik und dem Klang experimentiert habe und dies dem Album eine gewisse Frische gebe. Muse Pressesprecher Tom Kirk verkündete über seinen Twitter-Account, dass der Komponist David Campbell, der auch schon mit Künstlern wie Radiohead, Paul McCartney, Evanescence, Avril Lavigne, Beck und Adele gearbeitet hat, Songwriter Matthew Bellamy beim Komponieren helfen werde. In der April-Ausgabe 2012 von NME wurde ein Interview mit Bellamy veröffentlicht, in dem er erläuterte, dass das neue Album Elemente der elektronischen Musik mit Einflüssen von Bands wie dem French-House-Duo Justice oder der Elektro-Rock-Gruppe Does It Offend You, Yeah? habe. Am 6. Juni 2012 veröffentlichte Muse den Trailer für The 2nd Law mit einem Countdown auf der Website der Band, der eine Veröffentlichung am 17. September vorsah. Der Trailer, der Dubstep-Elemente enthielt, löste unterschiedliche Reaktionen bei den Fans hervor. Am 9. August wurde für Fans, die das Album vorbestellt hatten, das Lied The 2nd Law: Unsustainable zur Verfügbarkeit gestellt, einen Tag später folgte die Veröffentlichung auf dem YouTube-Channel der Band.
Die Erstveröffentlichung von The 2nd Law erfolgte schließlich am 28. September 2012 bei Helium-3. Das Album erschien in seiner Originalausführung als CD (Katalognummer: 825646568796), Download (Katalognummer: 2564655765) und LP (Katalognummer: 2564656877) mit 13 Titeln. Zeitgleich erschien eine physische Deluxeversion mit der Bonus-DVD The Making of The 2nd Law (Katalognummer: 256465878). Das Cover von The 2nd Law stellt eine Karte der Verbindungen des menschlichen Gehirns dar und wurde vom Human Connectome Project erstellt. Am 21. September 2012 wurde das Artwork als ein Online-Projekt genutzt. Je mehr Fans sich dem Projekt anschlossen, desto mehr Verbindungen wurden in dem Gehirn eingezeichnet. Als das Bild fertig war und dennoch immer mehr Leute hinzukamen, wurde das Lied The 2nd Law: Isolated System veröffentlicht.
Geschrieben wurden alle Lieder alleine von Muse-Frontmann Matthew Bellamy. Für die Produktion aller Lieder zeichneten alle Muse-Mitglieder verantwortlich.

## Inhalt
Der Name „The 2nd Law“ bezieht sich auf das zweite Gesetz der Thermodynamik, das in dem Lied The 2nd Law: Unsustainable folgend zitiert wird:

“All natural and technological processes proceed in such a way that the availability of the remaining energy decreases. In all energy exchanges, if no energy enters or leaves an isolated system, the entropy of that system increases. Energy continuously flows from being concentrated, to becoming dispersed, spread out, wasted, and useless. New energy cannot be created and high-grade energy is being destroyed. An economy based on endless growth is unsustainable.”

„Alle natürlichen und technischen Prozesse finden auf eine Art und Weise statt, dass die Verfügbarkeit der verbleibenden Energie sinkt. Bei allen Energienumwandlungen, wenn keine Energie ein abgeschlossenes System verlässt oder hinzugefügt wird, wächst die Entropie an. Energie wechselt kontinuierlich vom geballten zum zerstreuten Zustand, breitet sich aus, schwindet dahin und wird nutzlos. Neue Energie kann nicht geformt werden und hochgradige Energie wird zerstört. Eine auf unendliches Wachstum ausgerichtete Gesellschaft ist nicht nachhaltig.“

Nach dem in „The 2nd Law: Unsustainable“ auf dieses Zitat folgenden Breakdown fügt eine verzerrte Stimme hinzu:

“You’re unsustainable!”

„Du bist nicht nachhaltig!“

Das Lied Madness enthält nach NME Einflüsse von I Want to Break Free von Queen sowie David Bowies Album Scary Monsters (and Super Creeps) und George Michaels Faith. Bellamy sagte zudem, dass er von dem Dubstep-Künstler Skrillex beim Schreiben von The 2nd Law: Unsustainable beeinflusst wurde. Außerdem ist Follow Me ein Lied über seinen damals ungeborenen Sohn, Bingham Bellamy. Im Intro des Liedes verwendet er die Herztöne des Kindes, die kurz vor der Geburt per Smartphone aufgenommen wurden. Das Lied wurde von der Band Nero produziert und enthält zahlreiche elektronische Stellen. Chris Wolstenholme schrieb auf The 2nd Law erstmals Songs für Muse und sang in diesen auch: In Save Me und Liquid State beschreibt er seinen Kampf mit dem Alkohol.

## Titelliste
1. Supremacy – 4:55
2. Madness – 4:39
3. Panic Station – 3:03
4. Prelude – 0:57
5. Survival – 4:17
6. Follow Me – 3:51
7. Animals – 4:23
8. Explorers – 5:48
9. Big Freeze – 4:41
10. Save Me – 5:09
11. Liquid State – 3:03
12. The 2nd Law: Unsustainable – 3:47
13. The 2nd Law: Isolated System – 4:59

## The 2nd Law Tour
Muse kündigte am 7. Juni 2012 eine Europa-Tour an, der erste Teil der The 2nd Law Tour. Kurz darauf folgte die Ankündigung einer Nordamerika-Tour. Das erste Konzert fand am 12. August 2012 statt, das letzte wird voraussichtlich am 14. September 2013 sein. Die Tour beinhaltet insgesamt 94 Auftritte, davon 51 in Europa, vier in Asien, 38 in Nordamerika und eins in Südamerika.
Auf den Konzerten wurden alle Lieder des neuen Albums, die bekannteren Lieder der älteren Alben und mit Sign o’ the Times ein Prince-Cover gespielt.
Chris Wolstenholme verwendet bei Live Performances des Songs „Madness“ eine Kombination aus Misa Kitara (MIDI Controller in Form einer Gitarre) und eines E-Basses, um schnell zwischen dem vornehmlich vom Synthesizer geprägten Part des Liedes und dem darauf folgenden rockigeren Teil zu wechseln.
Bei Konzerten der „The 2nd Law“-Tour wird eine aus Bildschirmen bestehende Pyramide über die Bühne bewegt.

## Singleauskopplungen
Survival wurde als erste Single am 27. Juni 2012 veröffentlicht. Der Song wurde zusammen mit dem Intro Prelude im BBC Radio erstmals vorgestellt. Das Lied diente als offizieller Song der Olympischen Sommerspiele 2012.
Madness wurde als zweite Single in einem Interview mit NME angekündigt. Das Lied sollte ursprünglich am 20. August im BBC Radio 1 erstmals zu hören sein, aber durch eine frühere Veröffentlichung in Südkorea war es online schon früher verfügbar.
Als mehrere CDs, die angeblich an Radiosender geschickt wurden, auf eBay zum Verkauf angeboten wurden, wurde Follow Me als dritte Single bekanntgegeben. Das offizielle Video erschien auf Muse YouTube-Channel am 1. November 2012.
Supremacy wurde am 16. Januar 2013 zusammen mit dem Erscheinen des Videos zu dem Lied als vierte Single bekanntgegeben.
Singles in den Charts

| Jahr | Titel Album | Höchstplatzierung, Gesamtwochen, AuszeichnungChartplatzierungen (Jahr, Titel, Album, Platzierungen, Wochen, Auszeichnungen, Anmerkungen) | Höchstplatzierung, Gesamtwochen, AuszeichnungChartplatzierungen (Jahr, Titel, Album, Platzierungen, Wochen, Auszeichnungen, Anmerkungen) | Höchstplatzierung, Gesamtwochen, AuszeichnungChartplatzierungen (Jahr, Titel, Album, Platzierungen, Wochen, Auszeichnungen, Anmerkungen) | Höchstplatzierung, Gesamtwochen, AuszeichnungChartplatzierungen (Jahr, Titel, Album, Platzierungen, Wochen, Auszeichnungen, Anmerkungen) | Höchstplatzierung, Gesamtwochen, AuszeichnungChartplatzierungen (Jahr, Titel, Album, Platzierungen, Wochen, Auszeichnungen, Anmerkungen) | Anmerkungen                            |
| Jahr | Titel Album | DE | AT | CH | UK | US | Anmerkungen                            |
| ---- | ----------- | --- | --- | --- | --- | --- | -------------------------------------- |
| 2012 | Survival    | DE87 (2 Wo.)DE | — | CH40 (1 Wo.)CH | UK22 (8 Wo.)UK | — | Erstveröffentlichung: 27. Juni 2012    |
| 2012 | Madness     | DE67 (5 Wo.)DE | AT56 (2 Wo.)AT | CH27 Gold · (12 Wo.)CH | UK25 Silber · (11 Wo.)UK | US45 ×2Doppelplatin · (29 Wo.)US | Erstveröffentlichung: 20. August 2012  |
| 2013 | Supremacy   | — | — | CH58 (1 Wo.)CH | UK58 (2 Wo.)UK | — | Erstveröffentlichung: 25. Februar 2013 |

## Rezeption

### Rezensionen
The 2nd Law bekam von Musikkritikern meist positive Bewertungen. Metacritic berechnete aus 28 Kritiken von unterschiedlichen Herausgebern eine Durchschnittspunktzahl von 70 von 100 Punkten. Dies entspricht „generell positiven Bewertungen“. Ian Winwood, Autor für BBC, gab dem Album auch eine gute Bewertung und schrieb, dass Muse sich in jeder Form zeigen können, die ihnen gefällt. Allmusic vergab 3 von 5 Sternen und meinte, dass ihr Hang zum Dubstep und Dance auf Liedern wie Madness oder Follow Me sich eher wie Remixe als originale Songs anhören. Stücke wie diese haben zwar definitiv das Rückgrat eines Liedes von Muse, aber die Produktion, die sich darum aufbaut, fühlt sich fremdartig an.
Das Album wurde bei den Grammy Awards 2013 in der Kategorie „Best Rock Album“ nominiert. Das Lied Madness war in der Kategorie „Best Rock Song“ nominiert. Jedoch gewann Muse keinen dieser beiden Preise.
The 2nd Law belegte Platz 46 der 50 besten Alben 2012 in der Liste des Rolling Stone.

### Verwendung in den Medien
Der im Juni 2013 erschienene Science-Fiction-Film World War Z enthält einige Sequenzen aus dem Album. Es werden mehrere Musiktitel abschnittsweise abgespielt.

## Kommerzieller Erfolg

### Chartplatzierungen
The 2nd Law avancierte zum Nummer-eins-Erfolg in 13 Ländern, darunter Belgien, Finnland, Frankreich, Italien, Neuseeland, die Niederlande, Norwegen, Österreich, Portugal, die Schweiz oder auch das Vereinigte Königreich.
| ChartsChartplatzierungen       | Höchstplatzierung | Wochen |
| ------------------------------ | ----------------- | ------ |
| Deutschland (GfK)              | 2 (15 Wo.)        | 15     |
| Österreich (Ö3)                | 1 (11 Wo.)        | 11     |
| Schweiz (IFPI)                 | 1 (46 Wo.)        | 46     |
| Vereinigte Staaten (Billboard) | 2 (38 Wo.)        | 38     |
| Vereinigtes Königreich (OCC)   | 1 (33 Wo.)        | 33     |

| ChartsJahrescharts (2012)      | Platzierung |
| ------------------------------ | ----------- |
| Deutschland (GfK)              | 67          |
| Österreich (Ö3)                | 38          |
| Schweiz (IFPI)                 | 6           |
| Vereinigte Staaten (Billboard) | 154         |
| Vereinigtes Königreich (OCC)   | 32          |

| ChartsJahrescharts (2013)      | Platzierung |
| ------------------------------ | ----------- |
| Schweiz (IFPI)                 | 47          |
| Vereinigte Staaten (Billboard) | 113         |

### Auszeichnungen für Musikverkäufe
Das Album verkaufte sich laut Schallplattenauszeichnungen weltweit über 1,7 Millionen Mal. Es verkaufte sich alleine in den Vereinigten Staaten über 500.000 Mal, davon über 101.000 Mal in der ersten Verkaufswoche.
| Land/Region                  | Auszeichnungen für Musikverkäufe (Land/Region, Auszeichnung, Verkäufe) | Verkäufe    |
| ---------------------------- | ---------------------------------------------------------------------- | ----------- |
| Belgien (BRMA)               | Gold                                                                   | 15.000      |
| Dänemark (IFPI)              | Gold                                                                   | 10.000      |
| Deutschland (BVMI)           | Gold                                                                   | 100.000     |
| Europa (IFPI)                | Platin                                                                 | (1.000.000) |
| Finnland (IFPI)              | Gold                                                                   | 16.427      |
| Frankreich (SNEP)            | 3× Platin                                                              | 300.000     |
| Irland (IRMA)                | Gold                                                                   | 7.500       |
| Italien (FIMI)               | 2× Platin                                                              | 100.000     |
| Kanada (MC)                  | Platin                                                                 | 80.000      |
| Mexiko (AMPROFON)            | Gold                                                                   | 30.000      |
| Neuseeland (RMNZ)            | Gold                                                                   | 7.500       |
| Niederlande (NVPI)           | Gold                                                                   | 25.000      |
| Polen (ZPAV)                 | Gold                                                                   | 10.000      |
| Schweiz (IFPI)               | Platin                                                                 | 30.000      |
| Spanien (Promusicae)         | Gold                                                                   | 20.000      |
| Vereinigte Staaten (RIAA)    | Gold                                                                   | 500.000     |
| Vereinigtes Königreich (BPI) | Platin                                                                 | 300.000     |
| Insgesamt                    | 11× Gold · 9× Platin ·                                                 | 1.702.927   |

Hauptartikel: Muse (Band)/Auszeichnungen für Musikverkäufe